# Прапор Черепина (Львівська область)
Пра́пор Черепина — офіційний символ села Черепин Львівської області, затверджений 16 серпня 2005 року сесією Давидівської сільської ради.
Автор — А. Гречило.

## Опис прапора
Квадратне полотнище, яке складається з двох рівновеликих вертикальних смуг — зеленої від древка та червоної з вільного краю, у центрі — дві покладені навхрест жовті сокири.

## Зміст
Основою для сучасних символів став сюжет із давньої печатки сільської громади. Сокири були обрані як атрибути поширеного в селі столярного та деревообробного промислів.